# Erdene járás (Kelet-Góbi tartomány)
Erdene járás (mongol nyelven: Эрдэнэ сум) Mongólia Kelet-Góbi tartományának egyik járása. Területe 9400 km². Népessége kb. 2700 fő.
Székhelye, Ulán úl (Улаан уул) 109 km-re fekszik Szajnsand tartományi székhelytől.